# 비대칭도

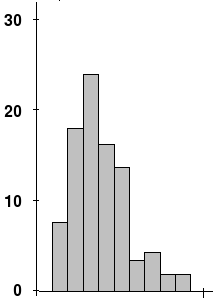
비대칭도 실험 자료의 예

확률 이론 및 통계학에서 비대칭도(非對稱度, skewness) 또는 왜도(歪度)는 실수 값 확률 변수의 확률 분포 비대칭성을 나타내는 지표이다. 왜도의 값은 양수나 음수가 될 수 있으며 정의되지 않을 수도 있다. 왜도가 음수일 경우에는 확률밀도함수의 왼쪽 부분에 긴 꼬리를 가지며 중앙값을 포함한 자료가 오른쪽에 더 많이 분포해 있다. 왜도가 양수일 때는 확률밀도함수의 오른쪽 부분에 긴 꼬리를 가지며 자료가 왼쪽에 더 많이 분포해 있다는 것을 나타낸다. 평균과 중앙값이 같으면 왜도는 0이 된다.

## 정의
확률변수 X의 왜도는 3차 표준 모멘트로 정의되며 γ1로 표시한다. γ1이라는 기호는 칼 피어슨이 사용했다.
{\displaystyle \gamma _{1}=\operatorname {E} {\Big [}{\big (}{\tfrac {X-\mu }{\sigma }}{\big )}^{\!3}\,{\Big ]}={\frac {\mu _{3}}{\sigma ^{3}}}={\frac {\mu _{3}}{\mu _{2}^{3/2}}}\,}
여기서 μi는 i번째 중심적률을 의미한다. 왜도를 Skew[X]로 표현하기도 한다. 로널드 피셔는 {\displaystyle {\sqrt {\beta _{1}}}}로 표현했지만 왜도는 음수가 될 수 있어 불편한 점이 있었다.
확률변수 X의 평균 μ, 표준편차 σ에 대해, 왜도를 나타내는 식을 풀어 쓰면
{\displaystyle \gamma _{1}=\operatorname {E} {\bigg [}{\Big (}{\frac {X-\mu }{\sigma }}{\Big )}^{\!3}\,{\bigg ]}={\frac {\operatorname {E} [X^{3}]-3\mu \operatorname {E} [X^{2}]+3\mu ^{2}\operatorname {E} [X]-\mu ^{3}}{\sigma ^{3}}}={\frac {\operatorname {E} [X^{3}]-3\mu \sigma ^{2}-\mu ^{3}}{\sigma ^{3}}}\ .}
로 표현할 수 있다.

### 표본 왜도
크기가 n인 표본의 왜도는
{\displaystyle g_{1}={\frac {m_{3}}{m_{2}^{3/2}}}={\frac {{\frac {1}{n}}\sum _{i=1}^{n}(x_{i}-{\bar {x}})^{3}}{\left({\frac {1}{n}}\sum _{i=1}^{n}(x_{i}-{\bar {x}})^{2}\right)^{3/2}}}}
로 정의한다. 여기서 mi는 i차 표본중심적률을 의미하며 {\displaystyle {\bar {x}}}는 표본평균을 의미한다.
모집단에서 표본을 추출하였을 때 표본왜도는 모집단의 왜도의 편의추정량이다. 이산확률변수에서는 표본왜도가 정의되지 않을 수도 있다.

## 피어슨의 비대칭 계수
피어슨의 비대칭 계수(Pearson's skewness coefficients)는 칼 피어슨이 비대칭도 측정을 위해 제안한 간단한 계산법으로, 일반적으로 왜도와 비슷하게 분포가 좌우로 얼마나 대칭적인지를 나타내는 통계값이다.
피어슨의 비대칭도는 다음과 같이 정의 된다.
- (평균 − 최빈값) / 표준 편차

피어슨의 첫 번째 비대칭 계수(Pearson's first skewness coefficient)
- 3 (평균 − 최빈값) / 표준 편차

피어슨의 두 번째 비대칭 계수(Pearson's second skewness coefficient)
- 3 (평균 − 중앙값) / 표준 편차

비대칭도 통계학

Cs =3*(평균 - 중앙값)/표준편차로 구할 수 있다. 중앙값, 최빈값, 평균이 일치하면 Cs=0으로 정규분포를 이룬다. Cs 값이 0보다 크면 왼쪽으로 치우치고 오른쪽으로 긴 꼬리를 가지는 분포를 이룬다. 이를 정적편포라 한다. 반대로 0보다 작으면 오른쪽으로 치우치고 왼쪽으로 긴 꼬리를 가지는 분포를 이룬다. 이를 부적편포라 한다.

## 같이 보기
- 첨도(Kurtosis)
- 비대칭도 위험
- 첨도 위험
- 형상 모수(Shape parameter)
- 비대칭 정규 분포